# Медовый (посёлок)
Медо́вый — упразднённый посёлок, существовавший на территории современного Железногорского района Курской области до 1973 года. Входил в состав Курбакинского сельсовета.

## География
Располагался в урочище Медовая Лощина в 5 км к юго-востоку от Железногорска, на правом берегу реки Рясник, в 1,5 км выше места её впадения в реку Чернь. Состоял из 1 улицы, протянувшейся с севера на юг, параллельно реке Рясник. Медовый был разделён на 3 части двумя оврагами, пересекавшими единственную улицу посёлка.

## Этимология
Получил название из-за своего расположения в урочище Медовая Лощина, а так же из-за большого количества пасек, которые держали местные жители в период образования посёлка. В частности, по данным Дмитровского уездного исполнительного комитета в 1925 году в Медовом имелась большая пасека в 70 ульев, принадлежавшая А. Н. Меркушину.

## История
Решение о строительстве посёлка было принято 16 июля 1919 года на открытом заседании коллегии Уездного земельного отдела, проходившем в Дмитровске. На заседании решался вопрос о выделении отрезных земель крестьянам деревень Курбакино и Толчёное. Делегатами от Толчёного были И. Солодухин, К. Сухов и А. Шалаев. По итогам заседания коллегия удовлетворила просьбу крестьян и постановила образовать Толчёновскому сельскому обществу посёлок на 70 душ в урочище Медовая Лощина.
Первыми жителями Медового были переселенцы из деревни Толчёное: Венедиктовы, Зеленины, Маричевы, Меркушины, Моторины, Пронины, Солодухины, Суховы. Несмотря на то, что Медовый был основан в советское время, когда уже начались гонения на церковь, у него был свой престольный праздник, который отмечался, однако, 7 ноября — в день Октябрьской революции. В «Сведениях о хозяйствах с многопольным ведением» за 1922—1923 годы на жителей посёлка приходилось 152 десятины пахотной земли, 38 десятин луга, 15 десятин клевера. До 1923 года Медовый входил в состав Веретенинской волости Дмитровского уезда, затем, в связи с её упразднением, был передан в Долбенкинскую волость.
В 1926 году в посёлке было 19 дворов, проживало 124 человека (67 мужчин и 57 женщин). В то время Медовый входил в состав Курбакинского сельсовета Долбенкинской волости Дмитровского уезда Орловской губернии. В 1928 году вошёл в состав Михайловского (ныне Железногорского) района.
В 1929 году на территории Курбакинского сельсовета был создан колхоз имени Ильича. В него вошли хозяйства села Лужки, деревень Курбакино, Панино, Толчёное, посёлков Медовый и Михайловский. Председателем колхоза был избран житель посёлка Медовый Иван Дмитриевич Венедиктов. Вскоре функционирование такого большого хозяйства была признано нецелесообразным и оно было разделено на несколько небольших артелей. В Медовом был создан свой колхоз — «Октябрь». Его председателями в разное время были Максим Иванович Солодухин (193?—1937), Лаврентий Павлович Сухов (1940-е), Иван Павлович Сухов (1940-е) и другие. 
В 1937 году в посёлке было 26 дворов, проживало почти 200 человек. С начала 1930-х годов в Медовом действовала начальная школа. По данным 1944 года её директором была Мария Дмитриевна Сухова, а в 1950-е годы — Г. А. Судаков.
Во время Великой Отечественной войны, с октября 1941 года, Медовый находился в зоне немецкой оккупации. За помощь местных жителей партизанам, 12 октября 1942 года, в рамках операции «Белый медведь», Медовый был полностью сожжён. Жители посёлка были заранее предупреждены об опасности и успели скрыться в лесу. Посёлок был освобождён 26 февраля 1943 года частями 354-й стрелковой дивизии под командованием Д. Ф. Алексеева. После оккупации отстроен заново. 
Во 2-й половине 1940-х годов в посёлке было 32 двора. В 1952 году медовский колхоз «Октябрь» был присоединён к колхозу имени Молотова (центр в д. Толчёное). Его председателем в 1952—1956 годах был житель Медового Иван Дмитриевич Венедиктов. В июле 1957 года колхоз получил новое название — «Путь к коммунизму». Его главой в то время был Орлов. В том же году было выделено 25 тысяч рублей на строительство нового здания Медовской начальной школы. Председатель Курбакинского сельсовета Венедиктов в этом строительстве «проявлял старания, но председатель колхоза им. Молотова Орлов не выделял плотников» — так писала районная газета «Вперёд» от 27 июня 1957 года.
7 ноября 1957 года на поле между деревней Толчёное и посёлком Медовый была начата разработка Михайловского железорудного месторождения.
В связи с расширением карьера Михайловского железорудного комбината к началу 1970-х годов жители посёлка были переселены в город Железногорск.
Посёлок Медовый был исключён из учётных данных 30 марта 1973 года как фактически прекративший существование.
Название «Медовая» носит техническая железнодорожная станция, расположенная в карьере, недалеко от места, где находился посёлок.

## Население
| 124 | ≈190 |